# 深深宝
深圳市深宝实业股份有限公司 （股票简称：深深宝A，深交所：000019）是中国一家从事饮料制造业的上市公司。公司总股本25090.015万股（2011年）
公司总部位于深圳市福田区竹子林四路紫竹七道26号教育科技大厦塔楼20层南半层，法人代表为郑煜曦。